# 五氯丙烷
五氯丙烷，化学式C
3H
3Cl
5，摩尔质量：216.32 g/mol，共6种，不考虑立体异构为5种，可以指：
- 1,1,1,2,3-五氯丙烷，CAS号：21700-31-2
- 1,1,2,2,3-五氯丙烷，CAS号：16714-68-4